# Vincenz August Wagner
Prof. Jur. Dr. Vincenz August Wagner (7. března 1790 Thannhausen, Štýrsko – 14. října 1833 Baden u Vídně) byl rakouský právník a autor řady vědeckých děl, jimiž významně ovlivnil rakouské směnečné právo, profesor v Olomouci a ve Vídni, rektor olomouckého lycea.

## Život
Po absolvování gymnázia v Štýrském Hradci studoval na filosofické fakultě akademického lycea tamtéž. Od roku 1806 studoval práva, která dokončil v roce 1809 a promoval doktorem v roce 1811 na Vídeňské univerzitě. Po promoci nejprve suploval ve Vídni, a pak se stal řádným profesorem na katedře lenního, obchodního a směnečného práva Právnické fakulty olomouckého akademického lycea. Půl roku na to k jeho povinnostem přibylo i suplování vyučování občanského práva podle právě přijatého všeobecného zákoníku občanského. I přes toto vytížení si našel čas působit jako recenzent ve Wiener Allgemeine Literaturzeitung, v kronice literatury časopisu Väterländische Blättern a jako spolupracovník Wiener Jahrbüchern.
Ve snaze stát se advokátem mezi lety 1812–1814 absolvoval praxi u Ignaze Beidtela, profesora a moravsko-slezského zemského advokáta. V roce 1815 se sám stal advokátem a v roce 1817 se stal rektorem olomouckého lycea. Od roku 1819 pak působil na Vídeňské univerzitě.
Vedle jeho knih je nejvýznamnějším počinem založení a vydávání časopisu rakouské právní vzdělanosti.

## Výběr díla
- Uiber [sic] die Compensation im österreichischen Civilprocesse, 1817
- Das Quellenverhältnis des bürgerlichen Gesetzbuches zu den besonderen Zweigen des in den österreichisch-deutschen Erbstaaten für den Civilstand geltenden Privatrecht, 1818
- Zeitschrift für österreichische Rechtsgelehrsamkeit und politische Gesetzkunde 1825–1849 (právnický měsíčník); Google Books: 1. svazek, 20. svazek
- Kritisches Handbuch des in den österreichisch-deutschen Staaten geltenden Wechselrechtes, 3 svazky, Vídeň 1823-32; Google Books